# 크리스 노먼
크리스토퍼 워드 노먼(영어: Christopher Ward Norman, 1950년 10월 25일 ~ )은 영국의 가수, 기타 연주자, 작사가, 작곡가이다. 1974년 록 음악 밴드 스모키(Smokie)의 보컬리스트 겸 기타리스트 데뷔하였고 1982년 솔로 가수 데뷔하였다.

## 생애
크리스 노먼은 North Yorkshire의 Redcar에서 태어났다. 크리스의 부모님은 그가 연예계에 종사하는 사람이 되는 것을 원치 않았으나, 그는 세 살 때 벌써 부모님이 출연하는 쇼의 피날레에 무대로 올라가서 함께 노래를 불렀다.
나이가 6,7살 많은 친척 형들의 덕택으로 일찍 음악을 접하게 된 노먼은 Rock and roll의 출현과 함께 일곱 살에 3파운드를 주고 중고매장에서 첫 기타를 사게 된다. 기타를 가지고 있기는 했으나, 그 나이의 연주는 한계가 있어서 한 동안 기타를 접어두었다. 그러다가 비틀즈의 출현과 함께 13살이 되면서 다시 새로운 기타를 갖게 되고, 그 때부터 노먼은 연주를 시작하게 되었다(캐나다의 러시아 방송국 인터뷰 참조). 그의 초창기의 음악에 영향을 미친 사람들은 Elvis Presley, Little Richard그리고 Lonnie Donegan등이었다.
이 소년기 시절에 노먼의 부모님들은 전국 여러 곳을 이동하며 다녔고, 그로 인해 아홉 개의 다른 학교를 다니게 되며 Redcar, Luton, Kimpton 그리고 Nottingham등 여러 곳에서 살게 되었다. 그러다가 1962년 즈음에, 그의 가족은 어머니의 고향인 Bradford로 돌아가게 되었다. 열 두 살이 될 무렵, 노먼은 St. Bede의 Grammar school에 진학하게 되는데 그 곳에서 미래의 스모키(Smokie)의 멤버인 Alan Silson과 Terry Uttley를 만나게 된다.
새로운 형태의 음악인 The Beatles 와 The Rolling Stones 등의 그룹세대에 영향을 받고, 또 그 당시 포크 싱어였던 Bob Dylan등의 영향을 받아, 노먼과 Silson은 시간이 날 때마다 모여서 기타를 치면서 새로운 노래를 배우는데 전념하였다. 그들은 Ron Kelly라는 드러머와 Uttley를 설득하여 마침내 첫 번째 밴드를 결성하게 되며, The Yen, Essence, 그리고 Long Side Down이라는 여러 개의 이름을 거쳐서 마침내 "The Elizabethans"라는 이름으로 음악활동을 하게 되었다.
한 동안 Skegness의 Butlins holiday camp에서 공연을 한 후, 1968년, "The Elizabethans"는 전문적인 그룹으로 변신하였다. 어쩔 수 없이 또 한번 이름을 변경하게 되었고, 그 후 7년에 걸쳐 노먼과 밴드는 전국 공연을 하면서 많은 경험을 하게 되었다. 그들은 Radio 1 Roadshows를 포함하여 여러 라디오에서 생방송 공연을 하였다. 그 후RCA, Decca Records 와 차례로 녹음계약을 하였으며 "Kindness"라는 새로운 이름으로 세 개의 싱글을 발표하였다.
이 기간 동안, 밴드는 다양한 스타일의 음악을 연주하면서 다양한 공연 장소에서 공연을 하였는데 Peter Noone 이 Herman’s Hermits를 떠난 후에 그 밴드를 대신하는 그룹으로 공연을 하기도 했었다.
1973년 Ron Kelly가 그룹에서 탈퇴한 후, 옛 친구 Pete Spencer가 드럼을 맡으면서 스모키(Smokie)라는 그룹이 완성되었다.
그 해, 그룹은 Bill Hurley라는 새로운 매니저를 영입하게 되었는데 Hurley는 Decca Records 와의 녹음 계약을 해지하고, 작곡가 Nicky Chinne/Mike Chapman 과 함께Mickie Most 의 RAK 레코드를 프로덕션 회사로 정하여 계약하는 데 성공하였다.
1974년, 그들은 노먼의 독특한 목소리와 세 멤버의 잘 어울리는 화음을 반영하는 그들만의 밴드를 형성하게 되었다. 밴드의 이름은 Smokey에서 Smokie 로 바뀌고 1975년에 데뷔 앨범 Pass it Around를 발표하였다.
그 해 여름, “If You Think You Know How To Love Me” 가 처음으로 히트를 하고 그 후 “Living next door to Alice”를 포함하여 연속적으로 싱글 히트곡을 발표하였다. 1978년, 노먼은 Suzi Quatro와 “Stumblin’ in”이라는 곡으로 듀엣에 성공하면서 그룹이 아닌 솔로로서의 첫 번째 성공을 맛보게 되었다.
그 즈음, 스모키는 전 세계에 공연을 다니며 성공을 만끽하고 있었으나, 투어에서 오는 긴장감과 가족으로부터 계속 떨어져 지내야 하는 생활에서 오는 스트레스가 노먼을 힘들게 하기 시작했다. 그로 인하여 1980년대 초기를 즈음하여, 노먼은 작곡과 스튜디오 작업에 더 열중하기로 결심을 하였다.
그 당시Pete Spencer 와 노먼은 Kevin Keegan과 함께 영국 축구팀 응원가 “This Time (We Get It Right) 을 포함하여, 다른 가수들을 위한 노래를 제작하는데 중점을 두고 있었으며, ABBA의 Agnetha Faltskog (솔로 앨범), Donovan, 그리고 The Heavy Metal Kids와도 함께 작업을 하였다.
공식적으로 해체를 하지는 않았지만, 1982년 이후 스모키는 새로운 곡도 발표하지 않았고 더 이상 활동을 하지 않았으며 그러는 동안에 노먼은 솔로로 활동을 하고 있었다.
1985년, Smokie는 Bradford City A.F.C 화재 재난 후원금 모금 자선 공연에 출연하기 위해 다시 모였다. 쇼는 매우 성공적이었고 그 결과 밴드는 다시 공연을 시작하기로 결정하였다. 독일, 오스트리아 공연이 이어졌으나, 그 해 후반기에 노만은 독일의 텔레비전 영화의 삽입곡(Midnight Lady)을 녹음하게 되고 다시 솔로로 활동을 하기로 결정하였다.
1986년부터 그는 “Midnight Lady” 라는 노래로 솔로로 활동을 재개하게 되는데, 그 노래가 유럽 전역에 걸쳐 히트를 하게 되고, 독일에서는 6주 동안 음악 챠트넘버 원을 차지 하게 되었다. Dieter Bohlen(Modern Talking으로 성공한)이 작곡한 이 노래는 독일에서만 9십만 장 이상이 팔릴 정도로 엄청난 인기를 누렸다. 그 후 “Some Hearts Are Diamonds”, “No Arms Can Ever Hold You”, “Broken Hero”, “Fearless Hearts”, “Sarah” 그리고 “Baby I Miss You” 등이 잇따라 히트를 하게 되었고, 1994년, 노먼은 CMT 유럽에서 “올해의 인터내셔널 비디오 스타” 상을 받는 영광을 누리게 되었다.
2004년, 독일의 텔레비전 방송국 ProSieben의 Comeback Show 에 출연하여 C.C. Catch와 함께 듀엣으로 “Stumblin’ In”을 불렀고, 옛 친구들인 Smokie 멤버들이 깜짝 출연을 해서 함께 공연을 하는 감동적인 장면을 선사하기도 했었다.
2007년 6월 2일, 노먼은 Isle of Man 의 Peel Bay Festival에서 Robin Gibb, Bonnie Tyler등과 함께 공연을 하였다.
노먼은 “스모키는 전 세계에 걸쳐 성공을 거두었는데 그래도 가장 인기를 누렸던 곳은 항상 독일이었다. 독일에서는 항상 내 솔로 앨범에도 가장 큰 관심을 보여주었다” 라고 말했다.
그는 2012년 모스크바의 Discoteka 80 콘서트에서 세 곡을 불렀는데, 그 중 “Stumblin’ In”을 C.C,Catch와 함께 불렀고 2014년 10월 26일 두 사람은 다시 듀엣으로 “Another Night In Nashville”을 발표하여 성공적인 히트를 하였다.
노먼은 2013년에 “Gypsy Queen” 싱글을 발표하였고 그 후 앨범“There And Back”을 발표하고 유럽 전역에서 계속하여 공연을 하고 있으며, 2014년에는 유럽뿐만 아니라, 캐나다 토론토의 Roy Thompson Hall과 미국 시카고의 Copernicus Center에서 성공적인 공연을 하여 그를 그리워하는 북미의 많은 팬들을 환호하게 하였다.
2015년에는 그동안 고수해왔던 본인 고유의 로큰롤 스타일만을 주장하지 않고 다양한 장르의 곡을 수록한 Crossover를 발표하고 불가리아를 시작으로 하여 유럽의 여러 국가에서 공연을 하였으며, 2016년까지 Crossover 투어를 계속하였다. 2016년 10월에는 최초로 내한하여 서울, 대전, 대구 그리고 여수에서 많은 팬들의 환호를 받으며 공연을 성공리에 마쳤다. 그에 앞서 노먼은 2016년 8월에 홍보차 한국을 방문하여 불후의 명곡에 출연하였을 뿐만 아니라 배 철수의 음악캠프, 임백천의 라디오 7080 그리고 김창완의 아름다운 이 아침에 출연하여 스튜디오에서 직접 기타를 연주하며 노래를 불러주기도 하였다. 또 Arirang TV 와의 인터뷰를 통하여 어린 시절 성장과정과 스모키의 결성 과정 또 그 후 솔로로 활동하던 시절 또 솔로활동을 접고 본인의 밴드인 크리스노먼 밴드를 결성한 이유에 대해 이야기하기도 하였다. 음악에 관한 한 본인의 꿈은 다 이루었다며 앞으로 남은 건 체력이 허락될 때까지 계속해서 음악활동을 하는게 남은 목표라고 말하는 살아있는 전설, 노먼은 지금도 여전히 음악을 만들고 음반을 준비하며 열정적으로 음악활동을 계속하고 있다. (YouTube 에 "크리스 노먼 인터뷰, 한글 자막" 을 치면 한글 자막이 첨가된 Arirang TV 의 Innerview를 찾을 수 있다.)

## 음반 목록

### 솔로
1982: Rock Away Your Teardrops
1986: Some Hearts Are Diamonds
1987: Different Shades
1988: Hits from the Heart
1989: Break the Ice
1991: The Interchange
1992: The Growing Years
1993: Jealous Heart
1994: The Album
1994: Screaming Love Album
1995: Every Little Thing
1995: Reflections
1997: Into the Night
1997: Christmas Together
1999: Full Circle
2000: Love Songs
2001: Breathe Me In
2003: Handmade
2004: Break Away
2005: One Acoustic Evening – CD & DVD (Live at the Private Music Club/Live in Vienna)
2006: Million Miles
2006: Coming Home
2007: Close Up
2009: The Hits! From His Smokie And Solo Years
2009: The Hits! Tour – Live at the Tempodrom, Berlin (Deutschland) DVD
2009: The Hits! Tour – Live at the Tempodrom, Berlin (Dänemark) DVD
2011: Time Traveller
2013: There And Back
2015: Crossover

### 스모키
1975: Pass It Around
1975: Changing All the Time
1976: Bravo präsentiert: Smokie (Germany)
1976: Midnight Café
1976: Smokie
1977: Greatest Hits
1977: Bright Lights & Back Alleys
1978: The Montreux Album
1979: The Other Side of the Road
1980: Greatest Hits Vol. 2
1981: Smokie-The Very Best of Smokie
1981: Solid Ground
1982: Die großen Erfolge einer Supergruppe (Germany)
1982: Midnight Delight
1982: Strangers in Paradise
1990: Smokie Forever
1994: The Collection – Komplett 'B' platten 1975–78 (Germany)
1998: Live – The Concert (Live in Essen/Germany 1978
2001: LIVING NEXT TO ELISE

### 싱글
1978: "Stumblin' In" (with Suzi Quatro) b/w "A Stranger With You" — UK 41, US 4
1982: "Hey Baby"
1983: "Love Is a Battlefield"
1984: "My Girl and Me"
1986: "Midnight Lady" b/w "Woman"
1986: "Some Hearts Are Diamonds" b/w "Till The Night We'll Meet Again"
1987: "No Arms Can Ever Hold You" b/w "Hunters of the Night"
1987: "Sarah"
1988: "Broken Heroes" b/w "Broken Heroes" (Instrumental and Radio Version)
1988: "I Want to Be Needed" (with Shari Belafonte) b/w "I Want to Be Needed" (Instrumental and Radio Version)
1988: "Ordinary Heart"
1988: "Wings of Love"
1989: "Back Again"
1989: "Keep the Candle Burning"
1990: "The Night Has Turned Cold"
1991: "If You Need My Love Tonight"
1992: "I Need Your Love" (with Suzi Quatro)
1993: "Come Together"
1993: "Goodbye Lady Blue"
1993: "Growing Years"
1993: "Jealous Heart"
1994: "As Good As It Gets"
1994: "I Need Your Love"
1994: "Wild Wild Angel"
1995: "Goodbye Lady Blue"
1995: "Obsession"
1995: "Red Hot Screaming Love"
1996: "Fearless Hearts"
1996: "Reflections of My Life"
1996: "Under Your Spell"
1997: "Baby I Miss You"
1997: "Into the Night"
1999: "Oh Carol"
2000: "Mexican Girl"
2002: "Ich Mache Meine Augen Zu" (with Nino de Angelo)
2003: "Keep Talking"
2004: "Amazing"
2004: "Only You"
2004: "Too Much / Without Your Love"
2006: "Without Your Love" (UK)
2009: "Endless Night"
2011: "Chasing Cars"
2014: "Another Night in Nashville" (with C.C. Catch)